# Огнева, Наталья Юрьевна
Ната́лья Ю́рьевна О́гнева (11 марта 1976, Томск, СССР) — русская балерина, прима Театра классического балета п/р Н. Касаткиной и В. Василёва. Заслуженная артистка РФ (2007).
Заведующая Красногорским хореографическим училищем.

## Биография
Окончила Новосибирское хореографическое училище (педагоги: Алиса Васильевна Никифорова, ученица А. Я. Вагановой и Татьяна Константиновна Капустина, солистка Новосибирского театра оперы и балета). В 1994 году была принята в труппу Театра классического балета п/р Н. Касаткиной и В. Василёва.
Во время учёбы в училище получила первую премию в конкурсе Хореографических училищ Сибири.
Лауреат VIII Международного конкурса артистов балета имени П. И. Чайковского в Москве в 1997 году.
Дипломант VIII Международного конкурса артистов балета в Париже в 1998 году. В 2001 году стала лауреатом Международного конкурса артистов балета в Вене (Австрия) и получила специальный приз жюри «За академизм и чистоту исполнения танца». Подготовку балерины к конкурсам осуществлял М. Л. Лавровский.

«Я восхищен Натальей Огневой в хореографической миниатюре «Мазурка» Скрябина-Голейзовского», она покорила сердца всех англичан – написал в своей рецензии известный критик Клемент Крисп. Похвалил он и её выступление с датчанином Йоханом Кобборгом в дуэте из балета «Карнавал в Венеции». А вот еще один отзыв лондонского рецензента Сусанны Коннелли: «Маша (русская Клара), исполненная с высочайшей грацией Натальей Огневой, вызвала бурю аплодисментов. Зал рукоплескал в течение долгого времени, публика не расходилась, выкрикивая: «Браво!». Н. Огнева показала высочайший класс своих движений и совершенный баланс между нежностью исполнения и силой исполнения».

В 2002 году получила серьёзную травму — два разрыва ахиллова сухожилия. Однако врач-реабилитолог Пётр Александрович Попов помог балерине восстановиться после травмы, и в следующем году Наталья вернулась к работе.
В 2007 году Наталья Огнева закончила балетмейстерский факультет ГИТИСа по специальности педагог-хореограф, по классу Н. Л. Семизоровой.

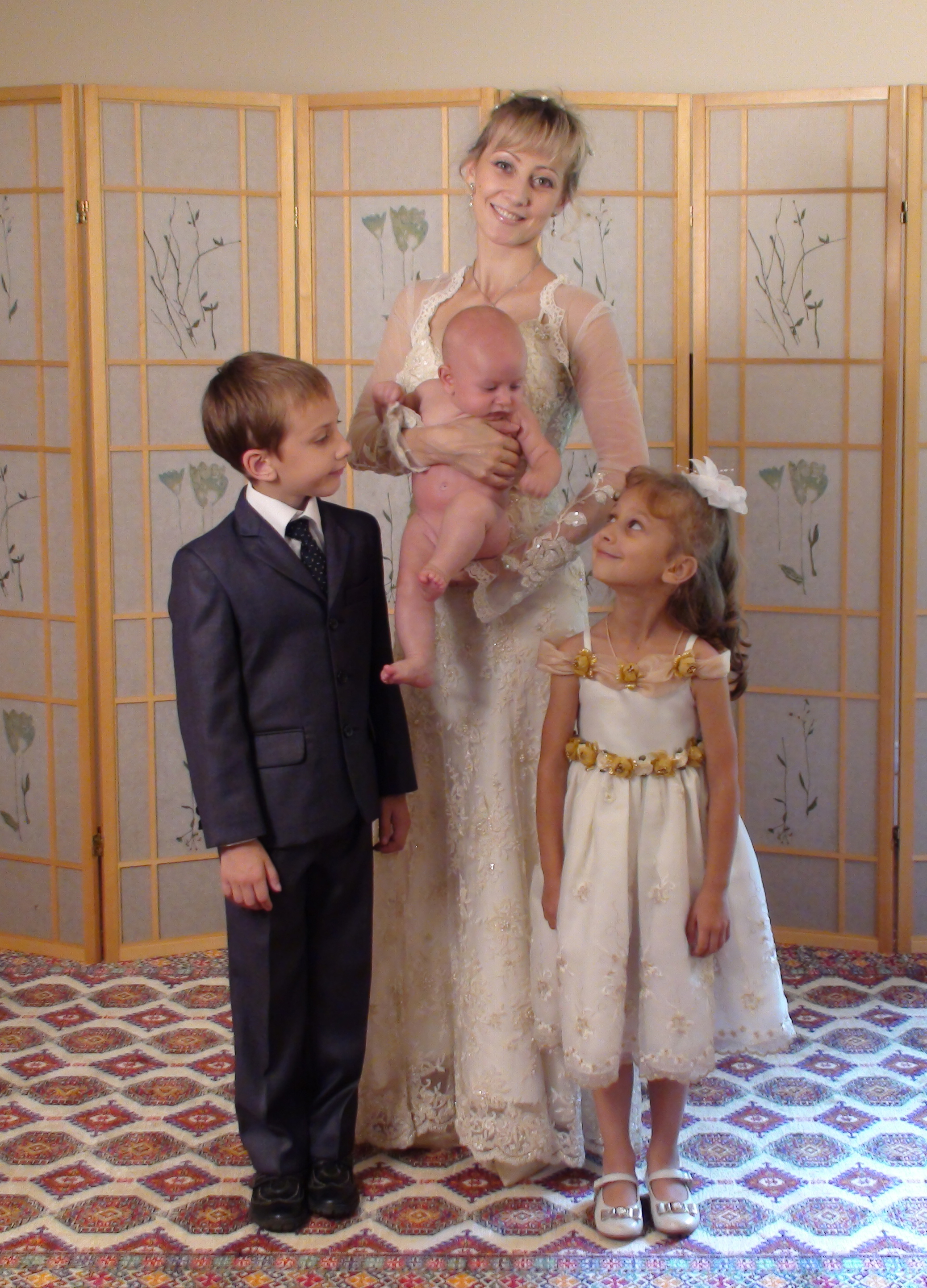
Наталья Огнева со своими детьми, 2011 год

## Семья
В 2004 году у Натальи Огневой родился сын Георгий, в 2005 – дочь Мария. При этом Огнева продолжила танцевать ведущие партии в спектаклях классического репертуара. 4 апреля 2011 года у Натальи Огневой родился сын Иван. Через девять месяцев, 3 января 2012 года, продолжая грудное вскармливание, она вновь вышла на сцену в партии Маши в балете Щелкунчик на сцене театра Новая Опера. Затем исполняла партии Жизели, Джульетты, Китри, Эвтебиды и др.

## Репертуар
В репертуаре: Жизель («Жизель»), Маша («Щелкунчик»), Аврора («Спящая красавица»), Одетта-Одиллия («Лебединое озеро»), Китри («Дон Кихот»), Золушка («Золушка»), Джульетта («Ромео и Джульетта»), Марья-царевна, Жар-птица («Жар-птица»), Сванильда «Коппелия», Эвтибида «Спартак», Маргарита Готье «Травиата», Ева, Чертовка «Сотворение мира», Агни «Маугли», Лисистрата «Лисистрата», «Мазурка» в постановке К. Голейзовского, «Московский вальс» («Вальс Мошковского») в постановке В. Вайнонена и др.

## Видео
- В партии Одетты-Одиллии в балете «Лебединое озеро» 06.02.2018
- В партии Жизели в балете «Жизель» Архивная копия от 14 августа 2017 на Wayback Machine 01.02.2012
- В партии Эвтибиды в балете «Спартак» Архивная копия от 4 марта 2019 на Wayback Machine 07.02.2012
- В партии Джульетты в балете «Ромео и Джульетта» Архивная копия от 3 февраля 2018 на Wayback Machine 16.02.2012
- В номере «Московский вальс» 25.04.2019
- В партии Маргариты Готье в балете «Травиата» Первый акт Архивная копия от 7 октября 2016 на Wayback Machine; Второй акт Архивная копия от 17 апреля 2016 на Wayback Machine 05.10.2015
- В партии Жар-птицы в балете «Жар-птица» 31.10.2019
- В партии Марьи-царевны в балете «Жар-птица» 30.09.2015
- В партии Лисистраты в балете «Лисистрата» 23.06.2014
- В партии Авроры в балете «Спящая красавица» Архивная копия от 29 июля 2013 на Wayback Machine
- В партии Маши в балете «Щелкунчик» Архивная копия от 17 февраля 2021 на Wayback Machine
- В партии Китри в балете «Дон Кихот» Архивная копия от 5 июля 2013 на Wayback Machine
- В партии Золушки в балете «Золушка» Архивная копия от 24 марта 2016 на Wayback Machine
- В партии Сванильды в балете «Коппелия» Архивная копия от 20 октября 2015 на Wayback Machine